# Metro v Soluni
Metro v Soluni (řecky Μετρό Θεσσαλονίκης) je systém podzemních drah obsluhující Soluň, druhé největší město Řecka. Systém se skládá z jedné linky o 13 stanicích. Je jedním ze dvou systémů metra v Řecku (druhý je v Athénách). Jeho historie se začala psát v době po první světové válce. První vážné pokusy o realizaci proběhly v osmdesátých letech 20. století, avšak nebyly úspěšné. V roce 2006 začaly stavební práce na první lince o délce 9,6 km. Linka 1 byla slavnostně otevřena 30. listopadu 2024. Stavbu provázela řada zpoždění, způsobených archeologickými objevy v lokalitě historického centra města a také řeckou finanční krizí. Metro je ovšem velmi moderní, soupravy metra jsou zcela automatizované a operují bez strojvedoucího.
Celkové stavební náklady se odhadovaly na 3 miliardy eur. Většinu potřebných finančních prostředků poskytla jako úvěr Evropská investiční banka. Peníze na stavbu pocházely také z fondů Evropské unie. V plánu je i druhá linka s 4,8 novými kilometry trati a pěti novými stanicemi, která je ve výstavbě a otevření je plánováno na rok 2025. Na výstavbu dohlíží státní firma Elliniko Metro, která byla zodpovědná také za metro v Athénách a athénské tramvaje. Dopravcem a provozovatelem je italsko-francouzské konsorcium firem Thessaloniki Metro Automatic (THEMA).

## Historie

### Počátky

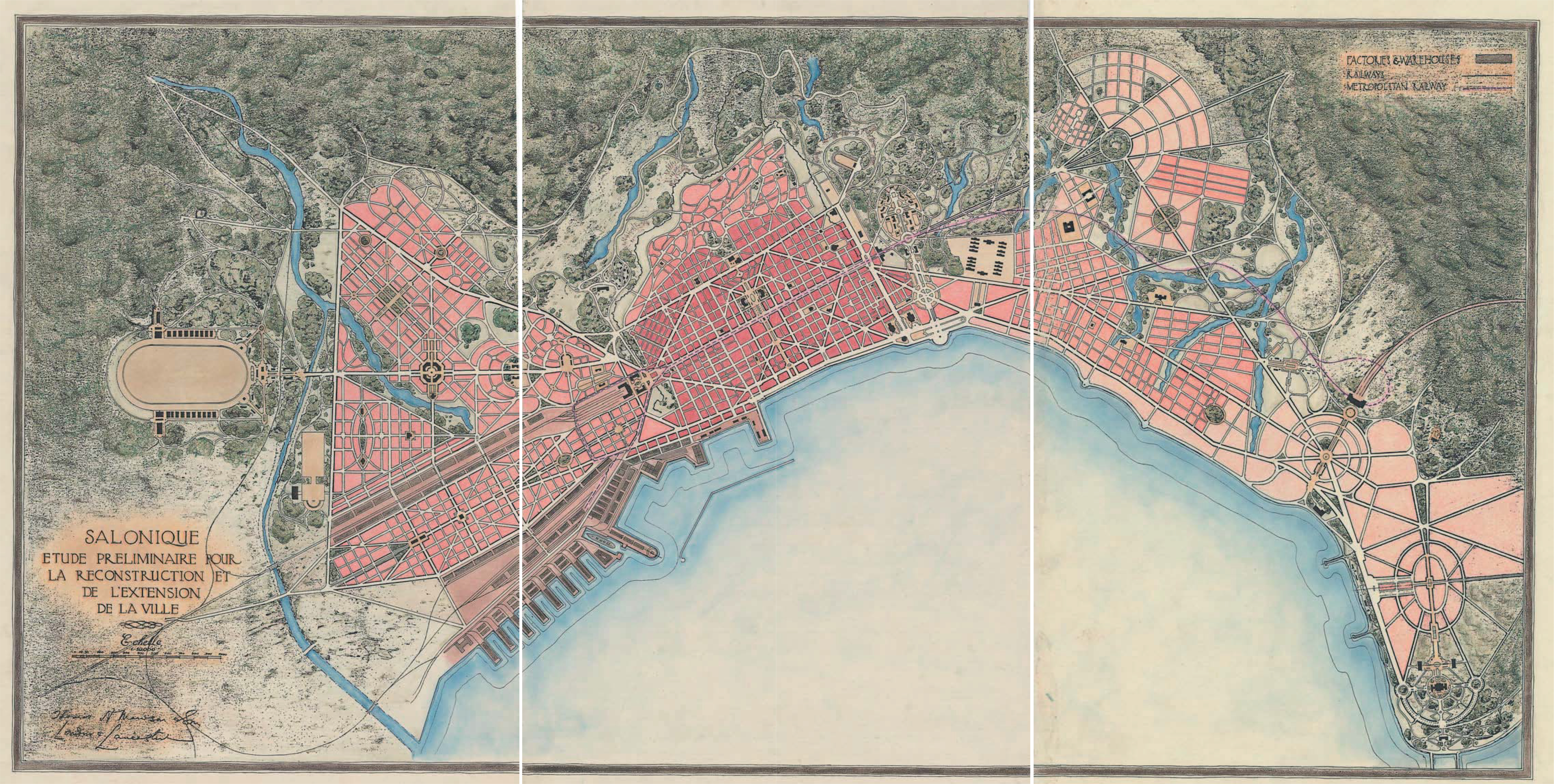
Plán města Soluně s návrhem trasy metra z roku 1918 od britského architekta Thomase Haytona Mawsona (linka je slabě zaznačena růžovou barvou)

První plány na výstavbu metra v Soluni se objevily v roce 1918, kdy Eleftherios Venizelos a řecká vláda zřídili komisi, která měla za úkol naplánovat obnovu města po velkém požáru, který zdevastoval centrum města. Komise navrhla podzemní železniční spojení soluňského Nového nádraží a lokality Nea Elvetia na jihu města, kde se plánoval vznik nové železniční stanice. Tyto projekty ale nebyly nikdy realizovány. Až v roce 1976, za vlády Konstantína Karamanlíse, bylo financování projektu metra poprvé zahrnuto do státního rozpočtu.

### 80. a 90. léta
O záměru vybudovat metro se začalo znovu vážně uvažovat na konci osmdesátých let za starosty Sotirise Kouvelase. V roce 1989 započala výstavba prvního 650 m dlouhého hloubeného tunelu podél ulice Egnatia v lokalitě dnešní stanice Panepistimio. Stavba byla naceněna na minimálně 120 miliard ₯. Původně měla být linka v centru jen dva metry pod úrovní silnice, ale nakonec bylo na naléhání archeologů rozhodnuto umístit ji hlouběji. Třebaže měla být stavba hotová do roku 1995, projekt selhal kvůli problémům s financováním a nezájmu řecké vlády. Navzdory ujištění z Bruselu, že Evropská unie na projekt může uvolnit finanční podporu, se centrální vláda rozhodla nejednat a projekt ukončit. Místo o metru se začalo mluvit o síti tramvají, která by byla levnější. Nedokončená, ale již vyhloubená sekce získala přízvisko „Kouvelasova díra“ (η τρύπα του Κούβελα) podle tehdejšího starosty města. Po volbách v roce 1989 iniciátor projektu Sotiris Kouvelas rezignoval na pozici starosty, aby se stal ministrem v národní vládě.
Další snahy o obnovení výstavby ze strany vlády se objevily v roce 1992, kdy byl premiérem Konstantinos Mitsotakis. Bylo vyhlášeno výběrové řízení a vybráno konsorcium firem „Makedoniko Metro“ (Μακεδονικό Μετρό). Plánované datum dokončení bylo stanoveno na rok 2006. Ani tento pokus však nebyl úspěšný, neboť některé firmy z konsorcia zkrachovaly, změnilo se jeho složení a vláda byla nucena smlouvu v roce 1996 anulovat a přidělit zakázku druhému zájemci. Tím bylo sdružení firem „Thessaloniki Metro“ (Θεσσαλονίκη Μετρό) vedené francouzskou firmou Bouygues. Návrh byl změněn na kompletně podzemní systém metra o délce 9,33 km, z něhož 3 km měly být ražené a 6,33 km hloubené tunely. Rozpočet se oproti předchozímu návrhu téměř zdvojnásobil na 220 miliard ₯. Návrh se ale potýkal s právními komplikacemi ohledně výběru koncesionáře, což zablokovalo stavební práce. Konsorcium „Makedoniko Metro“, které o zakázku přišlo, se totiž se stížnostmi obrátilo na Evropskou komisi. Ta mu ovšem nedala za pravdu a konsorcium se s ní následně soudilo o více než 1 miliardu eur jako odškodnění. Případ přezkoumal Evropský veřejný ochránce práv, což trvalo dva roky. Podle něj sice komise ve své komunikaci s konsorciem pochybila, ale jinak její postup schválil.
Přidělení zakázky „Thessaloniki Metro“ bylo právně v pořádku a byla stanovena lhůta 16 měsíců pro zahájení prací. Firmě se ale i přes devítiměsíční prodloužení lhůty nedařilo ve stavbě pokročit. Starosta města a představitelé 130 městských institucí si proto vyžádali mimořádnou schůzku s premiérem Kostasem Simitisem a řeckým prezidentem. Žádali, aby vláda vzala situaci do vlastních rukou, postavili se proti potenciálnímu zrušení projektu a pohrozili demonstracemi. Přesto byla zakázka téhož roku z finančních důvodů zrušena.

## Výstavba

### Linka 1

Schéma linky 1

V roce 2003 se firma Attiko Metro dohodla s řeckou vládou na zahájení „Základního projektu“ (Βασικό Έργο). Vládní podpora byla klíčová, neboť v případě návrhu z osmdesátých let chyběla, což bylo hlavním důvodem tehdejšího selhání. V letech 2004–2005 proběhlo výběrové řízení. Zakázku získalo řecko-italské konsorcium, které se v červnu 2006 pustilo do stavby. Rozpočet stavby byl stanoven na 1,05 miliardy €. Projekt měla z 25 procent financovat řecká vláda, zatímco zbývajících 75 procent nákladů se mělo hradit formou úvěru od Evropské investiční banky a penězi z evropských fondů. Později rozpočet stavby stoupl na 1,53 miliardy eur.
Linka 1 o 13 stanicích vede centrem města Soluň. Skládá se ze dvou rovnoběžných jednokolejných tunelů ražených metodou TBM na trase dlouhé 9,5 km, která vede ze stanice Neos Sid. Stathmos (soluňské Nové nádraží) do stanice Nea Elvetia, a to výhradně pod zemí. Jihovýchodně od stanice Nea Elvetia ještě leží depo Pylaia. Projekt se výrazně zpozdil kvůli archeologickým nálezům při hloubení tunelů v centru města. Kvůli vykopávkám totiž bylo nutné vést tunely hlouběji, než bylo původně plánováno. Nálezy vyvolaly spory mezi archeology, stavební firmou a vedením města ohledně nakládání s antickými památkami. Spory se v roce 2015 dostaly až k soudu. Stavební firma musela upravit návrhy několika stanic, aby do nich zakomponovala antické památky. Tyto návrhy byly známy jako και αρχαία και μετρό (česky „jak památky, tak metro“). Po zprovoznění pak většina nálezů tvoří trvalou výstavu přímo v prostorách stanic. Celkem přes 300 tisíc objevených artefaktů je pak k vidění ve stanici Venizelou. Jedná se o první veřejně přístupnou archeologickou lokalitu umístěnou ve stanici metra.

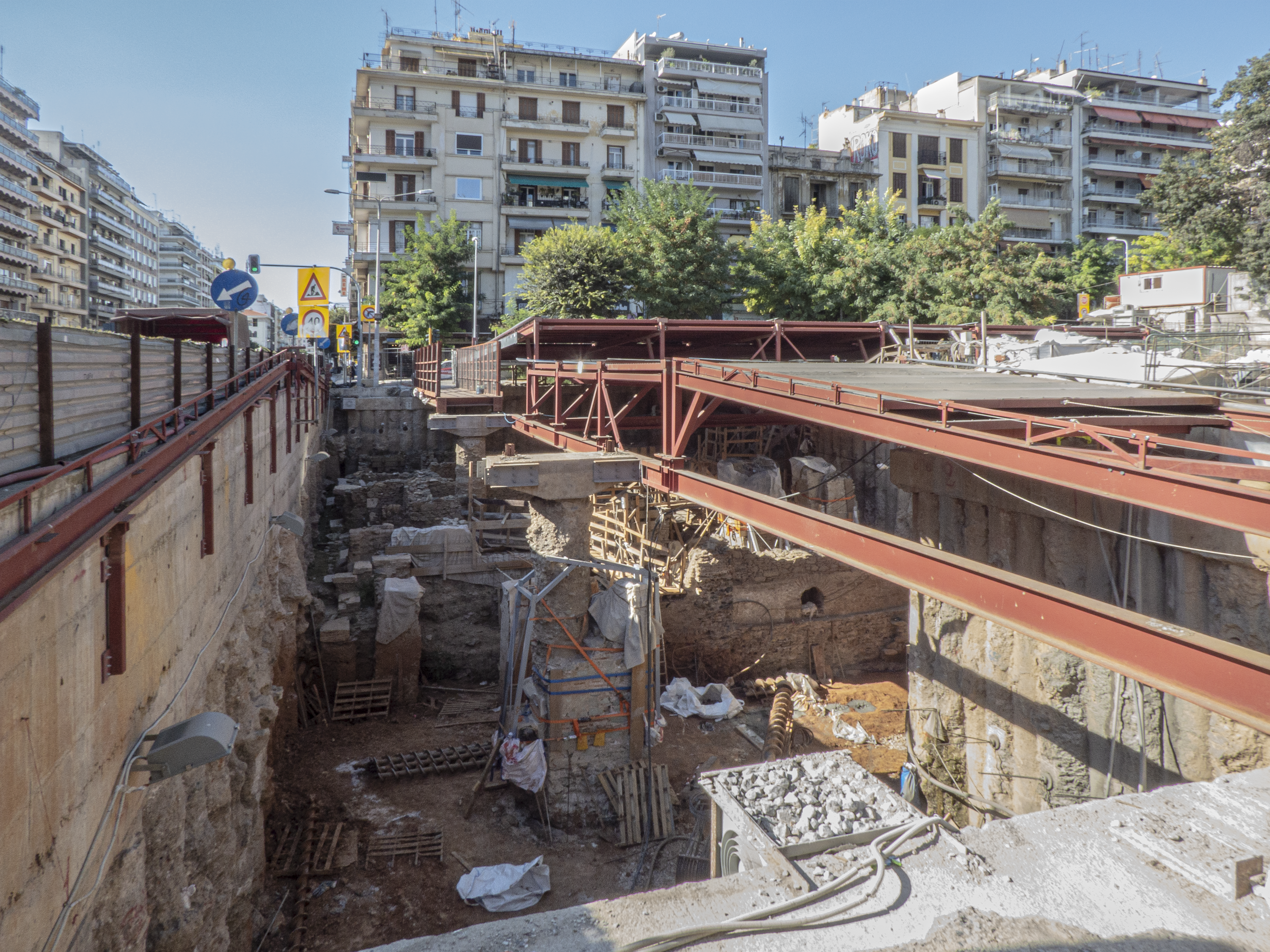
Archeologický průzkum na staveništi stanice Agias Sofias v září 2018

Stavba tunelů byla hotová 31. července 2018, 12 let a jeden měsíc poté, co byla započata. Následně se začalo s instalací kolejí a návěstidel. Očekávalo se, že k zprovoznění dojde v roce 2020, ale stanice Agias Sofias a Venizelou v samotném centru města prozatím nebudou obsluhovány. V únoru 2019 byla výstavba linky z 95 % hotová a začalo se s instalací posuvných dveří nástupiště.
Navzdory pokroku ve stavbě nová řecká vláda v září 2019 oznámila, že se projekt zpozdí o další více než dva roky. Tím se očekávané datum otevření posunulo z listopadu 2020 na duben 2023. Za hlavní důvod tohoto zpoždění byl označen nákladný archeologický průzkum v okolí stanice Venizelou. Nový ministr infrastruktury a dopravy oznámil, že se vláda rozhodla vzdát původního plánu, totiž ponechat vykopávky in situ v prostorách stanice Venizelou. Místo toho se rozhodla, že bude lepší a levnější památky rozebrat, vybudovat stanici a teprve pak do ní archeologické nálezy zakomponovat. Takový postup však vzbudil kritiku. Občanské sdružení, které podpořil i bývalý starosta Yiannis Boutaris, se se svými námitkami obrátilo na soud. Ministr připomněl, že náklady na tento náročný projekt již přesáhly 135 milionů eur. Nový starosta Soluně Konstantinos Zervas a řecký premiér Kyriakos Mitsotakis myšlenku podpořili. Ministryně kultury později oznámila, že bude vybudováno nové archeologické muzeum specificky zaměřené na uchovávání a vystavování artefaktů nalezených při výstavbě metra.

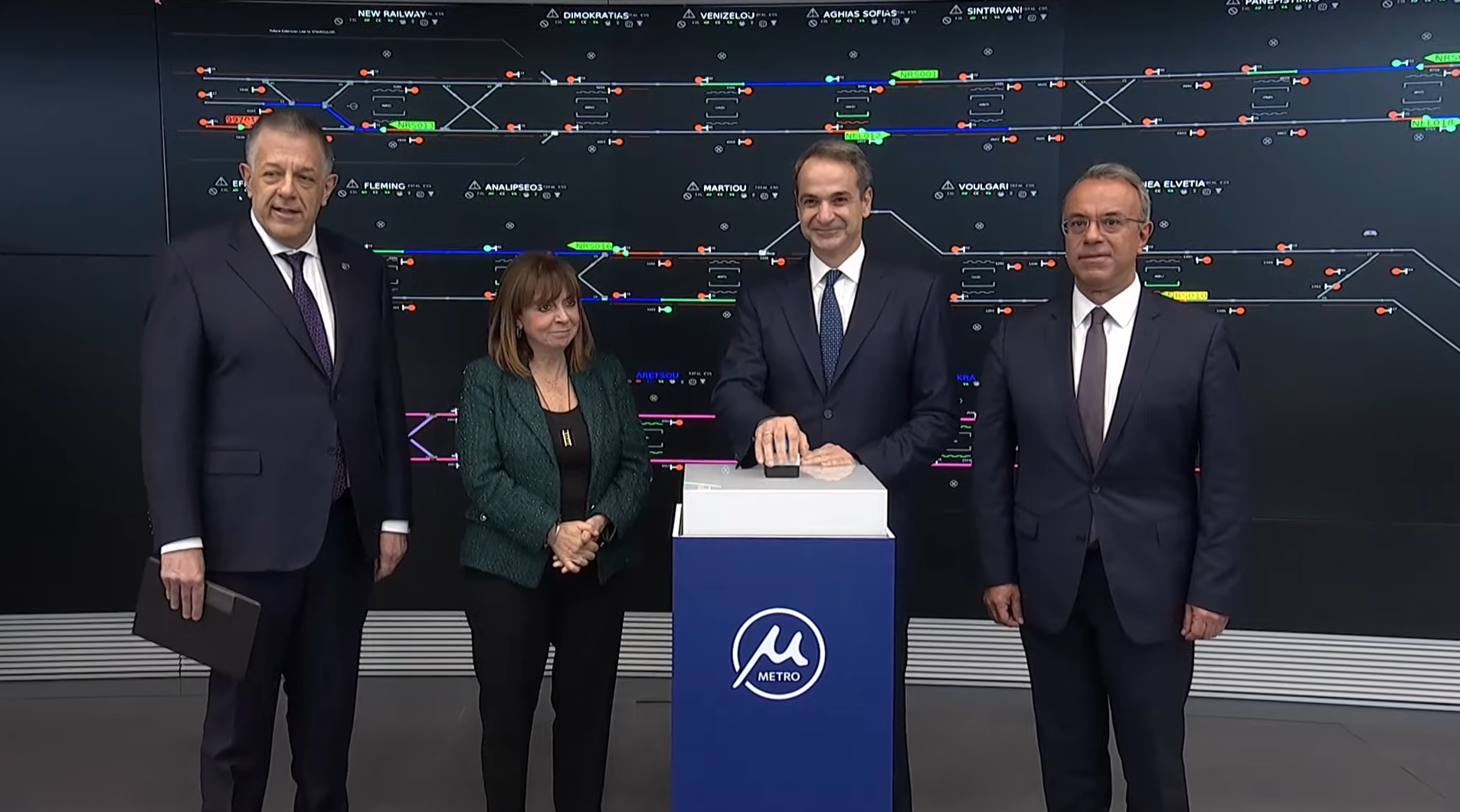
Řecký premiér Kyriakos Mitsotakis za přítomnosti prezidentky Kateriny Sakellaropulosové slavnostně otevírá metro v Soluni

 Dokončení projektu bylo následně několikrát odloženo, nejprve na prosinec 2023, poté na březen 2024. Konečný čas otevření linky 1 byl ustanoven na poledne 30. listopadu 2024. V souvislosti s otevřením bylo odhaleno nové logo. Celkem projekt vyšel na 3 miliardy eur, včetně 600 milionů ve splátkách úroků. Linka byla konečně otevřena 30. listopadu za účasti premiéra Kyriakose Mitsotakise. Bylo rozhodnuto, že do 4. prosince se ve zkušebním provozu nebude vybírat jízdné. Počet cestujících po spuštění provozu byl velmi vysoký, takže bylo dokonce nutné podniknout opatření, aby nedošlo k přeplnění nástupišť. Za první dva měsíce provozu využilo metro přes 1,5 milionu cestujících. Bylo vydáno více než 300 tisíc jízdenek a 60 tisíc čipových karet.

### Linka 2
Plánované prodloužení metra do Kalamarie (Επέκταση Καλαμαριάς) napojuje na síť metra město Kalamaria, které je druhým největším městem soluňské aglomerace. Struktura linky 2 je podobná lince 1. Jedná se o dvojici rovnoběžně vedoucích jednokolejných tunelů. Většinu trasy bude nová linka sdílet s linkou 1. Nová bude pouze 4,78 km dlouhá větev, která se od linky 1 oddělí ve stanici 25 Martiou. Na budovaném úseku je pět stanic a prozatímní konečnou je stanice Mikra. Celkem se linka 2 skládá z 16 stanic, z nichž 11 je také součástí linky 1.
Stavba linky 2 začala už v roce 2013 s rozpočtem 518 milionů eur. Ke konci července 2018 bylo 60 % stavby hotovo. Třebaže výstavba druhé linky začala o sedm let později, očekává se, že bude plně v provozu brzy po otevření linky první. Její otevření bylo naplánováno na listopad 2025. Výstavba je totiž relativně jednoduchá, protože se neobjevily žádné nové archeologické lokality, kvůli kterým by mohl projekt nabrat zpoždění. V dubnu 2019 byl aktualizován odhad ceny projektu na 570 milionů €. Součástí projektu je také objednávka 15 nových souprav, které umožní ve špičce dosáhnout 90sekundových intervalů. V dubnu 2025 bylo otevření linky 2 do Kalamarie odloženo o několik měsíců na únor 2026. Metro navíc muselo být na více než měsíc uzavřeno, aby bylo možné provést práce spojené s napojením linky 2.

## Budoucnost

### Prodloužení linky 1 na severozápad
V plánu je prodloužit linku 1 dále do severovýchodních hustě obydlených částí města. Nový úsek by se měl oddělit od linky 1 ve stanici Dimokratias. Na trase délky 7,96 km by mělo být šest nových stanic. V plánu je také druhé depo.

### Prodloužení linky 2 na letiště
Pro plán na prodloužení linky 2 na soluňské letiště bylo v březnu 2019 vypsáno výběrové řízení. Bylo vyčleněno asi 250 000 € na topografický průzkum, aby bylo možné vypracovat přesnou projektovou dokumentaci. Záměrem bylo dokončit přípravu, aby v roce 2022 mohla proběhnout veřejná soutěž. Prodloužení na letiště zaneslo řecké ministerstvo infrastruktury do svých plánů na dotační období Evropské unie 2021–2027. Trasa nového úseku začne ve stanici Mikra a bude pokračovat na jih. Část trasy bude vedena nad zemí. Nadzemní část tratě povede pravděpodobně po viaduktu. Budováním nad povrchem by se mohl projekt výrazně zjednodušit a předejít tak zdržení, které by způsobil archeologický průzkum lokality. Úsek je dlouhý 8,72 km a obsahuje 6 stanic.
Souběžně je plánována krátká větev linky 2 ze stanice Patriarchika do města Thermi, která by zahrnovala pouze jednu stanici Thermi.

### Linka 3
V plánu je také třetí linka, která bude obsahovat 17 stanic a bude dlouhá 18,41 km. Prochází centrem města rovnoběžně s linkou 1, se kterou se kříží ve stanicích Dimokratias a Panepistimio. Na západě se dělí na dvě větve. Na plánech je značena zelenou barvou.

## Provoz

### Linkové vedení a stanice
Systém se skládá ze dvou linek, které jsou na mapách zpravidla označeny červenou a modrou barvou.
| Linka | Trasa                                                                                  | Datum otevření     | Délka   | Počet stanic |
| ----- | -------------------------------------------------------------------------------------- | ------------------ | ------- | ------------ |
|       | Neos Sidirodromikos Stathmos (Νέος Σιδηροδρομικός Σταθμός) ↔ Nea Elvetia (Νέα Ελβετία) | 30. listopadu 2024 | 9,6 km  | 13           |
|       | Neos Sidirodromikos Stathmos (Νέος Σιδηροδρομικός Σταθμός) ↔ Mikra (Μίκρα)             | 2026               | 11,4 km | 16           |

Obě linky jsou navržené na kapacitu 18 000 pasažérů za hodinu v obou směrech. V době otevření se intervaly odjezdů vlaků pohybovaly kolem tří minut. Po dodání dostatečného počtu souprav budou intervaly v dopravní špičce jen 90 sekund. Jízdní doba je 18 minut. Metro je v provozu od půl šesté ráno přibližně do půl jedné v noci (v pátek a v sobotu dokonce až do dvou hodin).
Veškeré prostory metra jsou bezbariérově přístupné, čehož je dosaženo instalací výtahů ve všech stanicích. Mezi nástupištěm a soupravami metra je minimální výškový rozdíl, což umožňuje bez problémů cestovat lidem na vozíčku, pro které je ve vlacích vyhrazený prostor. Metro je vybaveno dalšími bezbariérovými prvky, aby vyšlo vstříc zrakově i sluchově postiženým cestujícím. V zájmu bezpečnosti monitorují všechny prostory bezpečnostní kamery. Pro umožnění automatického provozu vlaků a maximální bezpečnost jsou všechny stanice vybaveny automatickými posuvnými dveřmi nástupiště.

### Vozový park
Vozový park metra v Soluni se skládá z autonomních souprav vyrobených společností Hitachi Rail Italy (původně AnsaldoBreda). Velmi podobné vlaky používá metro v Kodani nebo linky M4 a M5 milánského metra.
Soupravy jsou kompletně automatizované (nejvyšší stupeň autonomie GoA4), první svého druhu v Řecku. Pro komunikaci s dispečinkem používají technologii CBTC. Na lince 1 je v provozu osmnáct souprav a s linkou 2 jich do provozu vstoupí dalších patnáct. Čtyřvozové soupravy jsou 50 m dlouhé, mají kapacitu pro 370 stojících a 96 sedících cestujících, a jsou vybaveny klimatizací. Vozidla jsou napájena stejnosměrným proudem o napětí 750 V pomocí napájecí kolejnice. Maximální rychlost vlaků je 80 km/h. Celý systém metra byl vystavěn se standardním rozchodem 1435 mm. V září 2018 byl vůz metra k dispozici k nahlédnutí na mezinárodním veletrhu, předtím než začaly testovací jízdy. Díky pokročilé automatizaci a vysokým standardům kvality státní firma Attiko Metro nazývá systém metra v Soluni „nejmodernějším systémem metra v Evropě“.

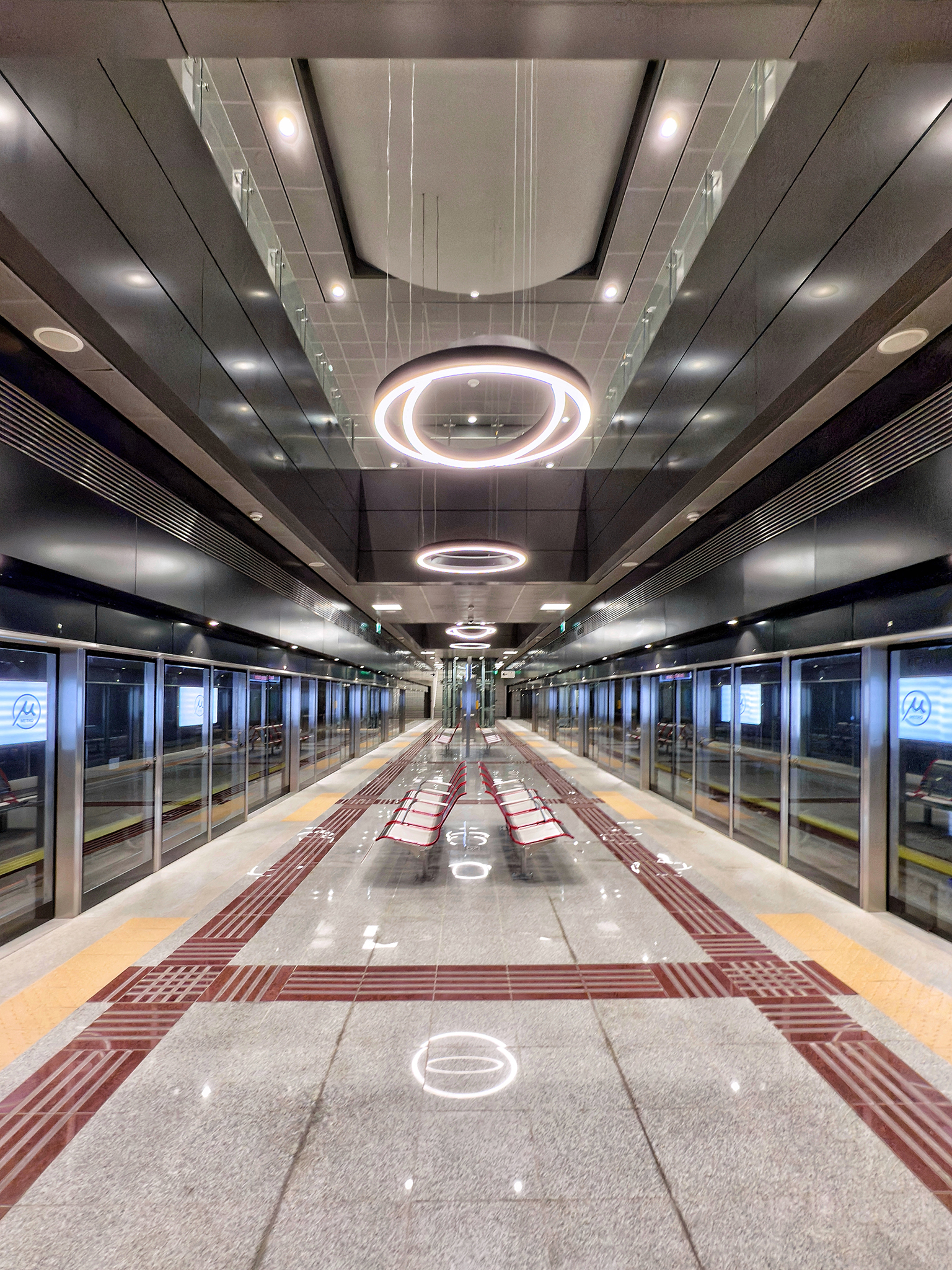
Stanice s ostrovním nástupištěm (stanice Neos Sid. Stathmos)
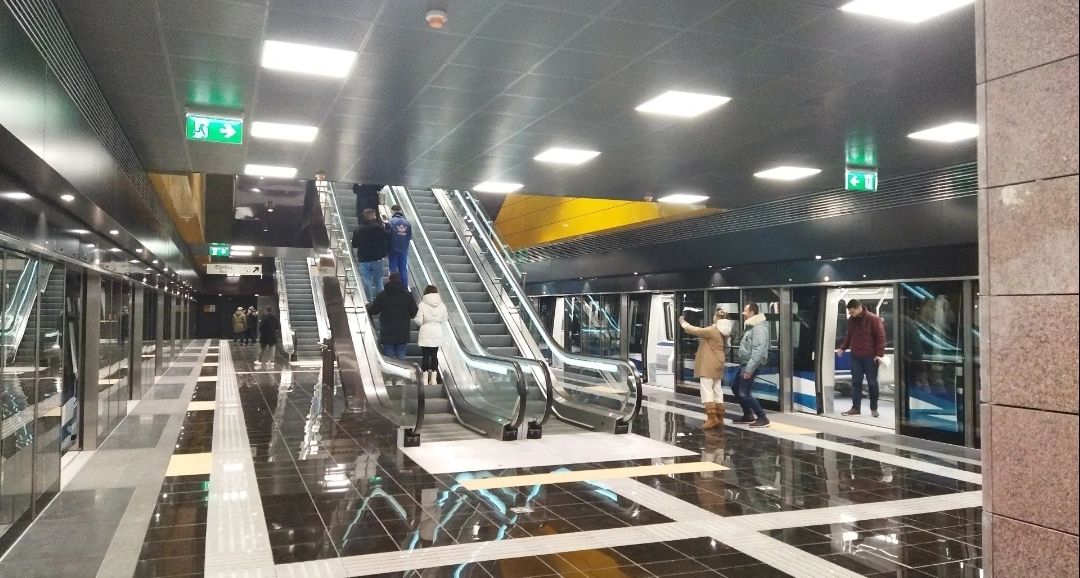
Stanice metra v Soluni jsou vybaveny posuvnými dveřmi nástupiště (stanice Agias Sofias)
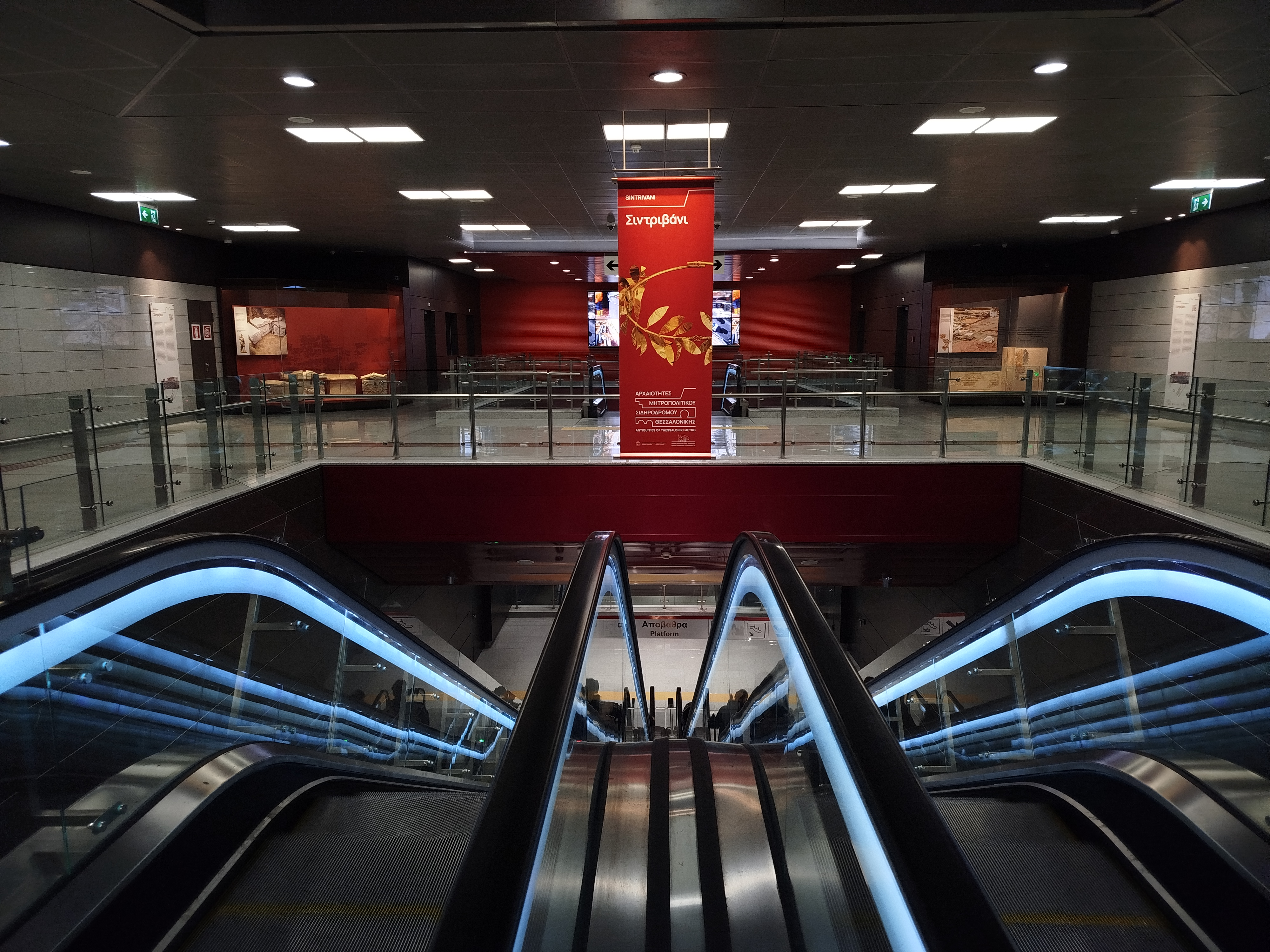
V prostorách metra se nacházejí archeologické expozice (stanice Sintrivani)
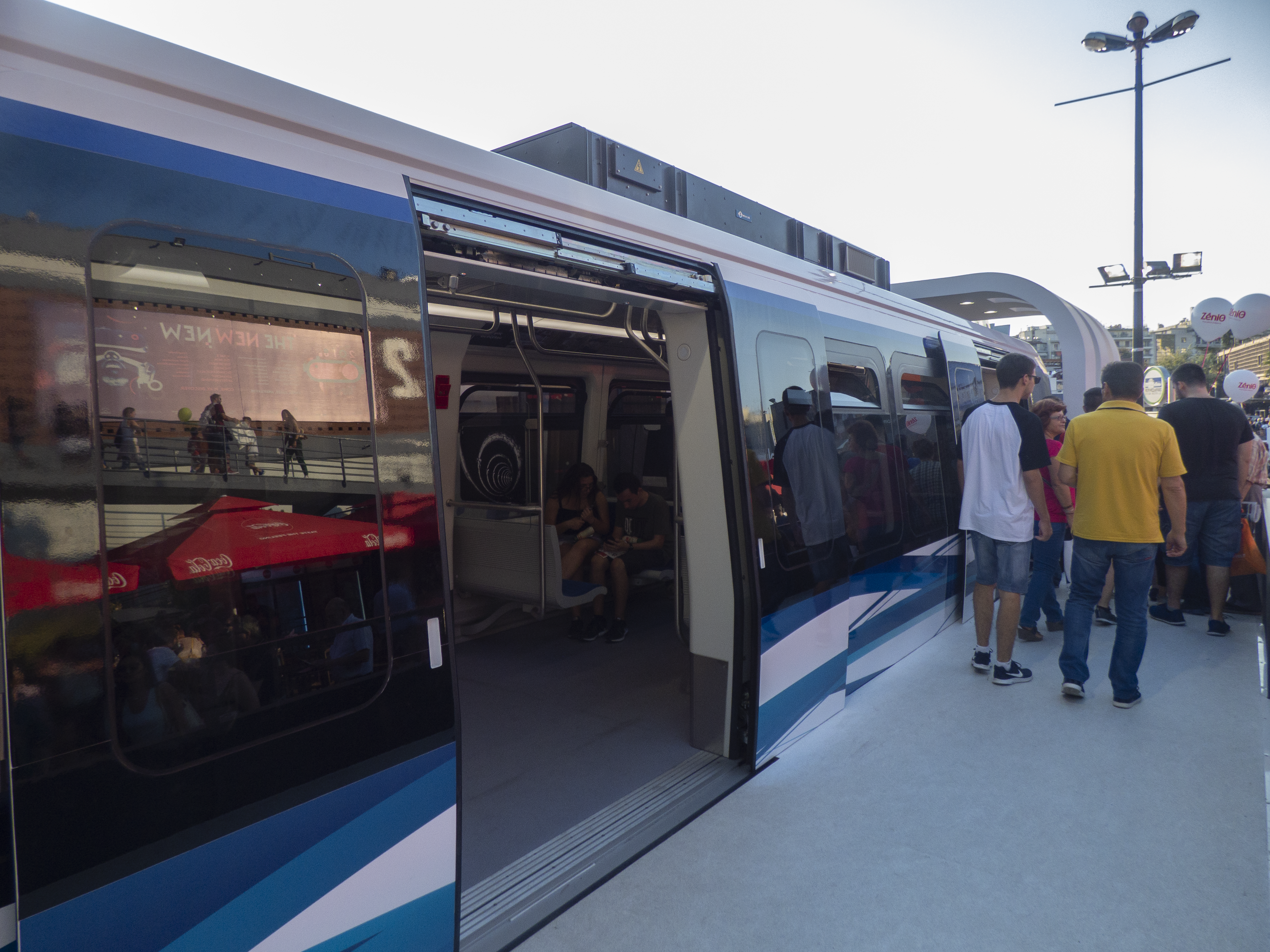
Vůz metra od výrobce Hitachi je vystaven na mezinárodním veletrhu v září 2018.
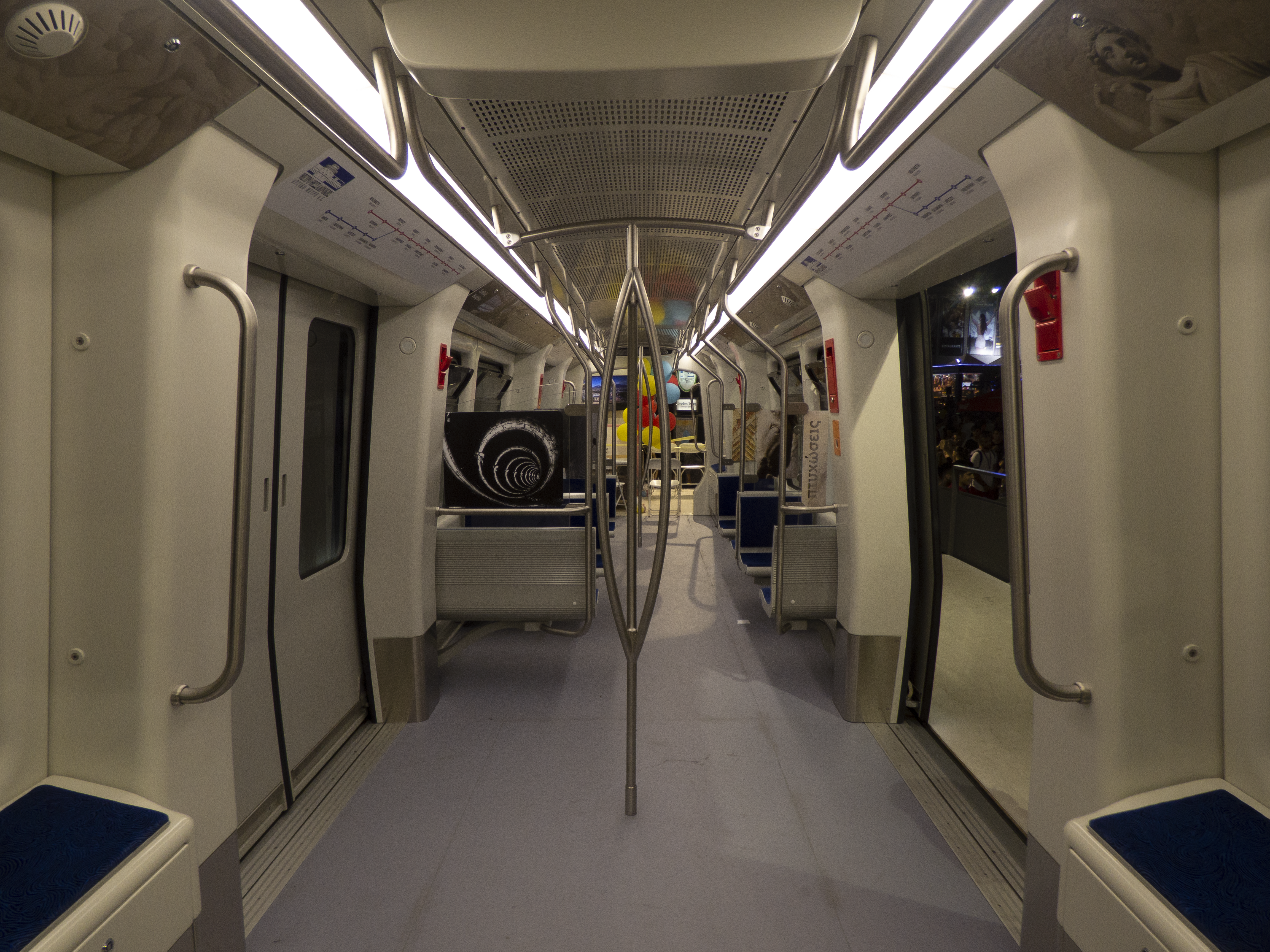
Interiér vozu Soluňského metra

### Depo
Pro potřeby obou linek bylo vybudováno depo o rozloze 50 000 m² v oblasti Pylea. V lokalitě se kromě řídicího centra a dispečinku nacházejí také kanceláře společnosti Elliniko Metro a zařízení pro údržbu souprav. Stavba celého areálu stála asi 130 milionů eur. Depo má kapacitu pro dvacet souprav. Očekává se, že v budoucnosti v okolí depa vznikne zástavba a byla ponechána rezerva pro zřízení stanice v jeho prostorách.

### Jízdné
|          | Běžné   | Snížené |
| -------- | ------- | ------- |
| 70 minut | 0,60 €  | 0,30 €  |
| 24 hodin | 2,50 €  | —       |
| 30 dní   | 16,00 € | 8,00 €  |
| 90 dní   | 45,00 € | 22,50 € |
| 180 dní  | 85,00 € | 42,50 € |
|          |         |         |
| 10+1     | 5,80 €  | 2,90 €  |

Metro v Soluni využívá elektronické jízdenky. Je možné jízdné nahrát na personalizovanou čipovou kartu ThessCard. Ve všech stanicích fungují pokladny. Celkem je v metru 104 automatů na jízdenky. Ve stanicích jsou turnikety, kde je nutné při vstupu i při výstupu označit jízdenku.
Při stanovení jízdného si společnost Elliniko Metro pomohla průzkumem veřejného mínění, který provedla v roce 2005. Firma se ptala obyvatel Soluně, kolik by byli ochotni platit za jízdu metrem v porovnání s běžnou jízdenkou na autobus (v tu dobu 50 centů). 47,6 % ze 400 respondentů si přálo ponechat cenu stejnou, zatímco 48,1 % uvedlo, že by byli ochotni platit i více. Většina z nich navrhovala cenu 0,6 € nebo 0,7 €. Celkem 8,6 % respondentů navrhlo dokonce cenu 1 €. V listopadu 2024 bylo oznámeno, že běžná jízdenka bude stát 90 centů, ale na první půlrok provozu bude snížena na 60 centů. S těmito cenami se Soluň řadí mezi města s finančně nejdostupnější veřejnou dopravou nejen v Řecku, ale i v Evropě.

### Vizuální identita
V přípravě na slavnostní otevření 30. listopadu 2024, ministr dopravy odhalil vizuální identitu systému. Hlavním prvkem loga je malé řecké písmeno Mí (μ). Jeho kaligrafická podoba odkazuje na bohatou byzantskou historii města. Kruh kolem písmena symbolizuje tunely, které jsou nedílnou součástí metra. Jako firemní barva byla zvolena tmavě modrá a pro propagační materiály, logo i cedule byl zvolen font Commissioner s licencí SIL Open Font. Na cedulích a mapách ve stanicích a na nástupištích je podle grafického manuálu linka 1 zobrazována v červené barvě a linka 2 v modré.

## Archeologie

Linka 1 (žlutě) vede historickým centrem města pod jeho hlavní ulicí Egnatia.

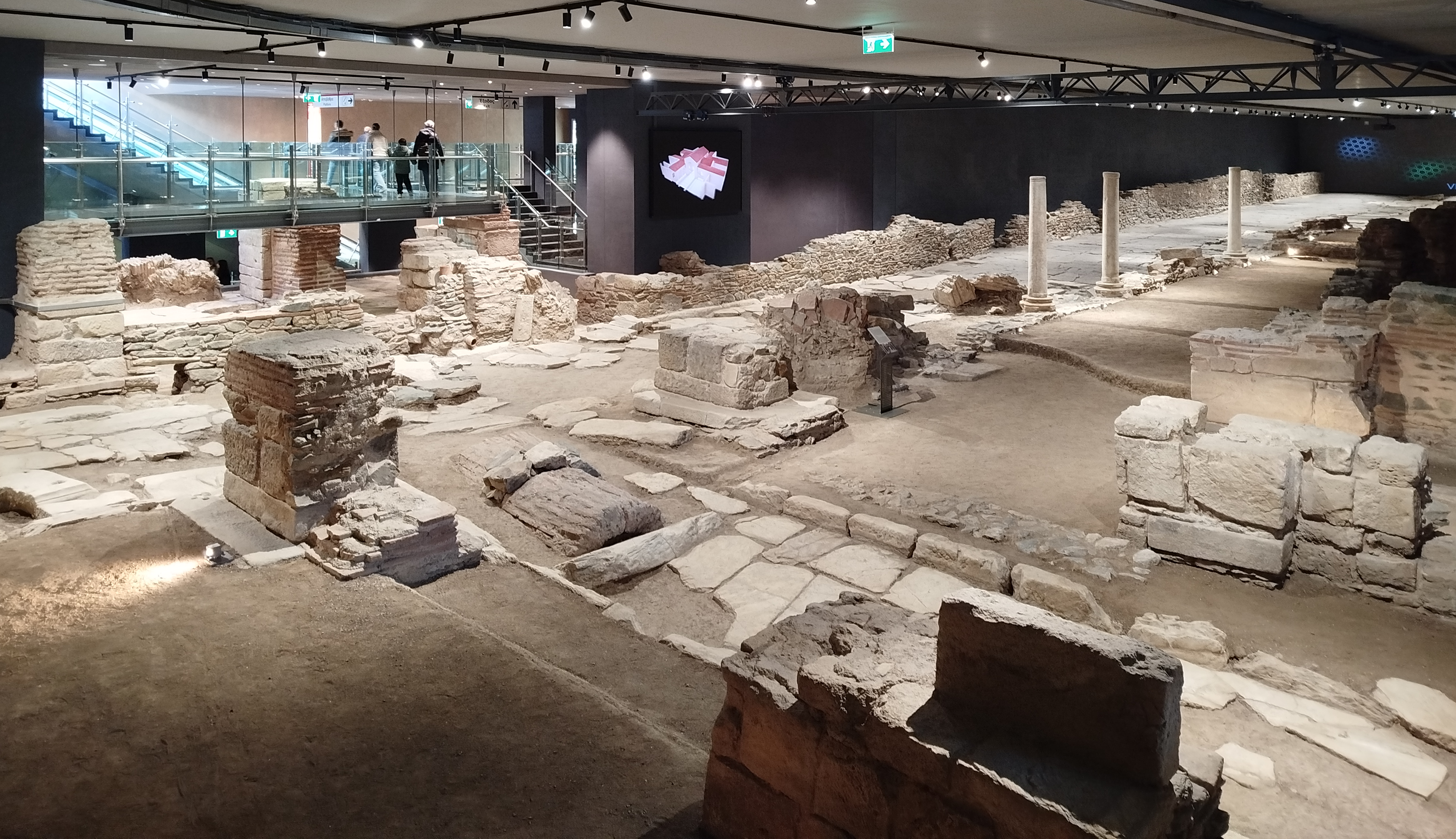
Zpřístupněná archeologická lokalita ve stanici Venizelou

Při výstavbě metra bylo objeveno mnoho významných archeologických památek, především z doby římské říše a Byzance. Vykopávky se rozkládaly na ploše 2 ha, což z nich činí jeden z největších archeologických průzkumů v severním Řecku. Mezi soluňským Novým nádražím a stanicí Sintrivani vede metro pod ulicí Egnatia (jedna z nejdůležitějších dopravních tepen centra města). Ulice Egnatia sleduje trasu staré římské silnice Via Egnatia, která spojovala Řím a Konstantinopol. Třebaže byla poloha pozůstatků římské silnice v Soluni dobře známa už když se metro plánovalo, nebylo jasné, jaké množství památek je v okolí pohřbeno. Původní návrh tak počítal s tunely v hloubce 7–9 metrů, což se však ukázalo jako nedostatečné. Aby se historickým nálezům tunely vyhnuly, bylo je nutné budovat v hloubce minimálně 14 metrů, v některých místech dokonce až 31 metrů.
Velmi významným archeologickým objevem byl nález zachovalé ulice z byzantské doby. Jednalo se o 75 metrů dlouhý úsek cesty dlážděný mramorem lemovaný sloupy s pozůstatky obchodů a jiných budov. V lokalitě Venizelou se našla křižovatka, kde se křížily decumanus a cardo. Bohaté ale byly i lokality kolem jiných stanic. Soluň někteří odborníci přirovnávali k italským Pompejím. Mezi další významné nalezené artefakty patří socha bohyně Afrodity, mozaiky ze 4. století n. l., a asi 50 tisíc mincí. Dále archeologové nalezli základy starého křesťanského kostela, několika římských vill a římské lázně. Mimoto prozkoumali přes pět tisíc hrobů, ve kterých našli šperky a zlaté věnce ve tvaru olivových větviček, z nichž jeden pocházel ze 3. nebo 4. století př. n. l. Byly ovšem nalezeny také artefakty z doby ničivého soluňského požáru v roce 1917.
Původní rozpočet na archeologický průzkum činil 15 milionů eur. Tato částka ale byla rychle překročena a k roku 2023 činily celkové náklady téměř 190 milionů. Na vykopávkách bylo v jednu chvíli zaměstnáno až 300 lidí.